# Horror punk

Horror Punk er en undergenre af punk hvor lyrikken er skrevet som gamle horror film.
| Musik | Spire Denne musikartikel er en spire som bør udbygges. Du er velkommen til at hjælpe Wikipedia ved at udvide den. |